# 北見相生駅

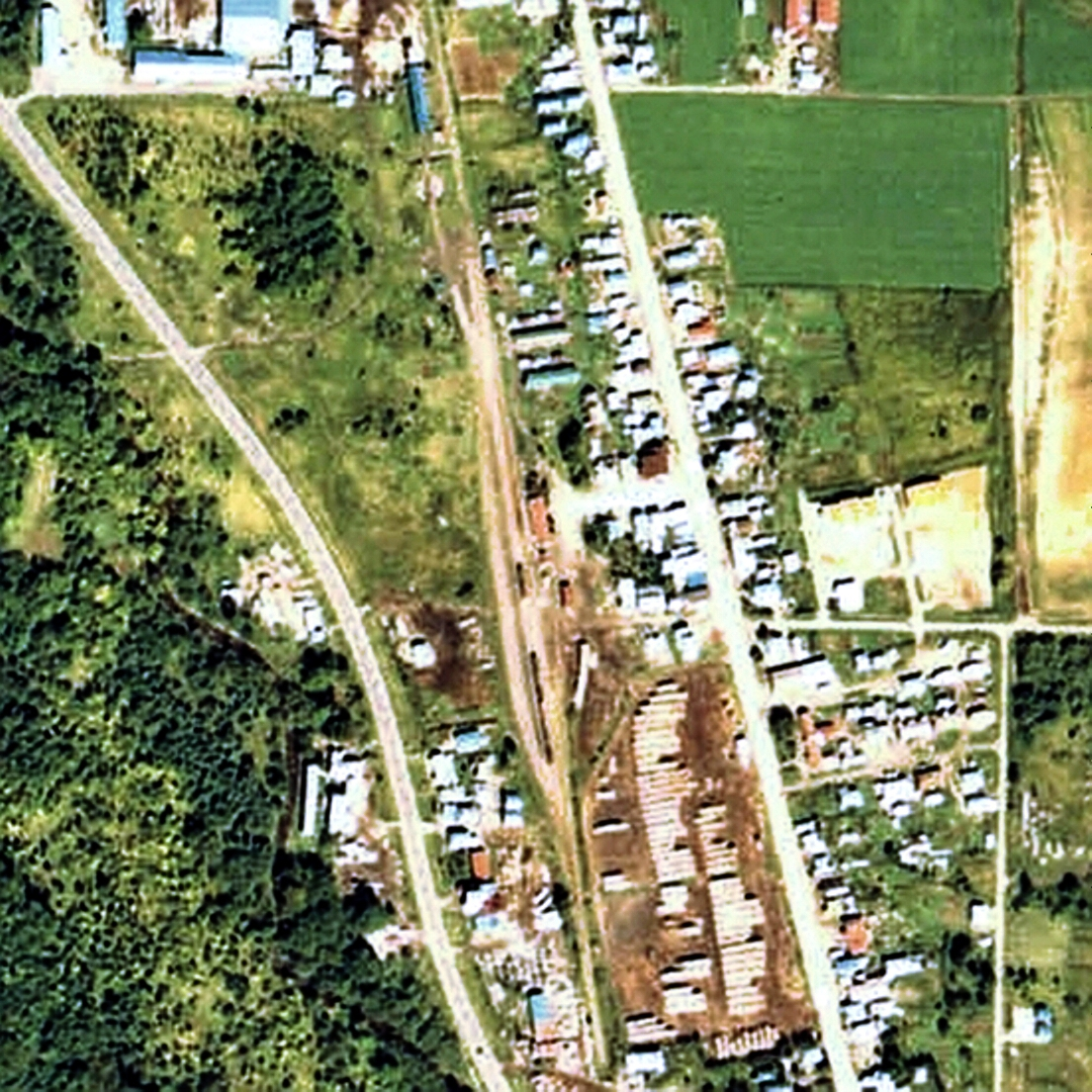
1977年の北見相生駅と周囲約500m範囲。上が美幌方面。

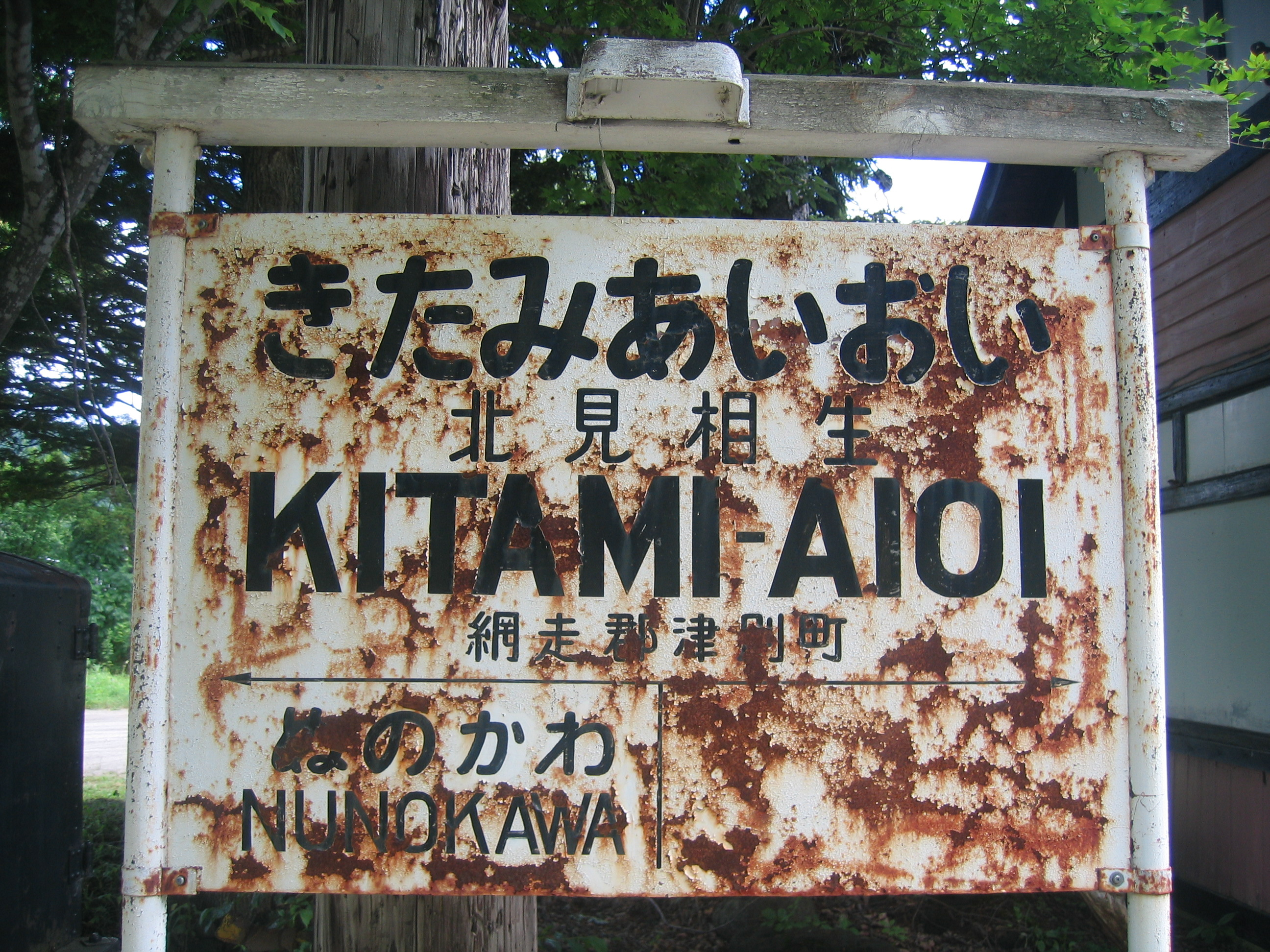
駅名標（2012年7月）

北見相生駅（きたみあいおいえき）は、北海道網走郡津別町相生にあった日本国有鉄道（国鉄）相生線の駅（廃駅）で、同線の終着駅である。電報略号はキア。事務管理コードは▲122607。

## 歴史
- 1925年（大正14年）11月15日 - 鉄道省相生線津別駅 - 当駅間開通に伴い開業[3][1]。一般駅[1]。
- 1949年（昭和24年）6月1日 - 公共企業体である日本国有鉄道に移管。
- 1979年（昭和54年）12月11日 - 貨物取扱い廃止[1]。
- 1984年（昭和59年）2月1日 - 荷物取扱い廃止[1]。
- 1985年（昭和60年）4月1日 - 相生線の廃線に伴い廃止となる[1]。

### 駅名の由来
「相生」の由来については、当地の道路開削にあたって、ヌプパオマナイ川にかつて架かっていた「女」「男」の2つの橋の中間に、「相生橋」という木橋が架されていたたことに由来する、としており、一説には当時北海道鉄道部の旭川建設所長であった筒井という人物が駅名として採用した、とされている。開業当時は地名となっていなかった〔町字としては津別村字木禽村、集落名としては三基線〕が、駅の開業に伴い地名化している。
旧国名の「北見」を冠したのは、当時既設の他駅（足尾線相生駅〔現：相老駅〕、山陽本線相生駅）との混同を防止するためである。

## 駅構造
廃止時点で、単式ホーム1面1線を有する地上駅で、終端駅となっていた。職員配置駅であった。ほかに機回し線などの側線を数本有していた。ホームは線路の東側（北見相生方面に向かって左手側）に存在し、平屋建ての木造駅舎が接していた。駅舎の南側部分には側線が1本入り、切欠きホームとなっていた。かつては給水タンクやターンテーブルも存在したが、路線廃止前に撤去されている（ターンテーブルは遺構あり）。ホームには高山植物のコマクサが植えられていた。

## 利用状況
利用状況の推移については以下の通り。年間の値のみ判明している年度の1日平均は日数割で算出した参考値を括弧書きで示す。出典が「乗降人員」となっているものについては1/2とした値を括弧書きで乗車人員の欄に示し、備考欄で元の値を示す。
| 年度               | 乗車人員 | 乗車人員 | 出典         | 備考                           |
| 年度               | 年間     | 1日平均  | 出典         | 備考                           |
| ------------------ | -------- | -------- | ------------ | ------------------------------ |
| 1928年（昭和03年） |          | （35.5)  | [ 5 ]        | 1日平均乗降人員71人            |
| 1931年（昭和06年） |          | (22.5)   | [ 5 ]        | 1日平均乗降人員45人            |
| 1934年（昭和09年） |          | (29.0)   | [ 5 ]        | 1日平均乗降人員58人            |
| 1949年（昭和24年） | 45,625   | (125)    | [ 10 ]       |                                |
| 1950年（昭和25年） | 45,892   | (123.5)  | [ 5 ] [ 11 ] | 1日平均乗降人員247人           |
| 1951年（昭和26年） | 60,836   | (166.2)  | [ 11 ]       |                                |
| 1952年（昭和27年） | 42,595   | (116.7)  | [ 11 ]       |                                |
| 1953年（昭和28年） | 46,231   | (126.7)  | [ 10 ]       |                                |
| 1955年（昭和30年） |          | (127.5)  | [ 5 ]        | 1日平均乗降人員255人           |
| 1953年（昭和32年） | 61,484   | (168.4)  | [ 10 ]       |                                |
| 1960年（昭和35年） |          | (193.5)  | [ 5 ]        | 1日平均乗降人員387人           |
| 1954年（昭和36年） | 66,974   | (183.5)  | [ 10 ]       |                                |
| 1965年（昭和40年） | 62,328   | (170.8)  | [ 10 ]       | 1日平均乗降人員355人           |
| 1968年（昭和43年） |          | (193.0)  | [ 5 ]        | 1日平均乗降人員386人           |
| 1970年（昭和45年） | 72,043   | (197.4)  | [ 12 ]       |                                |
| 1974年（昭和49年） | 49,612   | (135.9)  | [ 12 ]       |                                |
| 1978年（昭和53年） | 28,491   | (78.1)   | [ 12 ]       |                                |
| 1981年（昭和56年） | 19,876   | (54.5)   | [ 12 ]       | 乗車人員は60人との記載もある。 |

## 駅周辺
周辺は山のふもとに開けた小さな集落である。
- 北見相生郵便局
- 津別町営バス車庫
- 北見管内さけ・ます増殖事業協会相生ふ化場
- 国道240号
- 北海道道768号相生津別停車場線
- 網走川

## 駅跡
旧駅構内はかつては交通公園として整備されていたが、現在は「道の駅あいおい」が開設され、その施設に含まれている。現役当時に忠実に復元された駅舎があり、ビデオホーンなどの備品や、プラットホーム、レール、駅名標、車庫、構内除雪車キ703を始めとした鉄道車両などが保存展示されていたが、車庫は2018年11月の時点で経年劣化により倒壊しており、立ち入りが制限されている。2016年（平成28年）から駅舎は喫茶店としても利用されており、ホームの駅名標・案内板は塗り直され、レプリカの新しい書体となっている。当初は「駅舎カフェ くるみの森」として営業されていたが、その後2018年にはくるみの森が移転し、新たに「駅舎Cafeホロカ」として営業が再開されている。

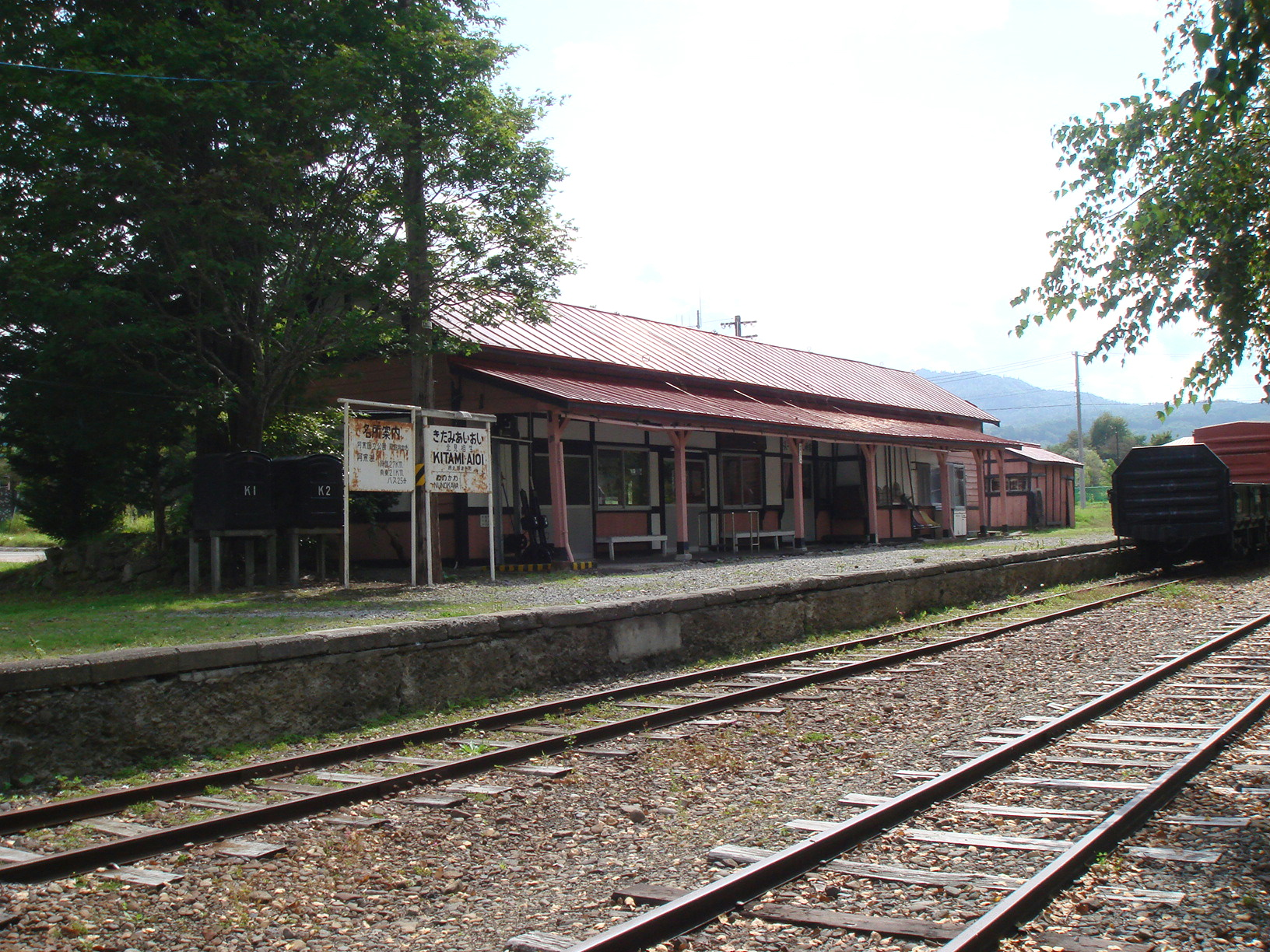
ホームや線路も当時のまま保存されている。
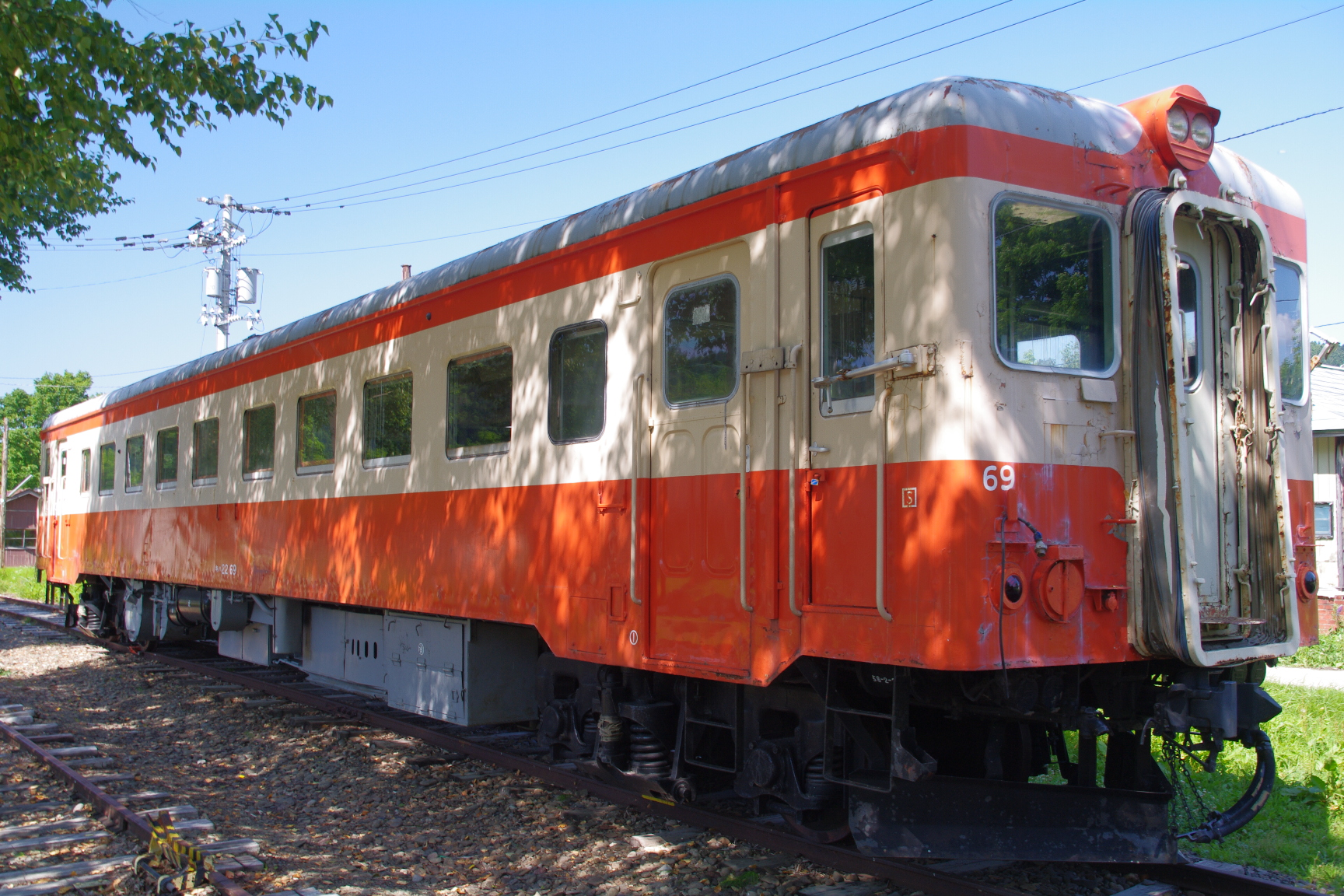
キハ22 69
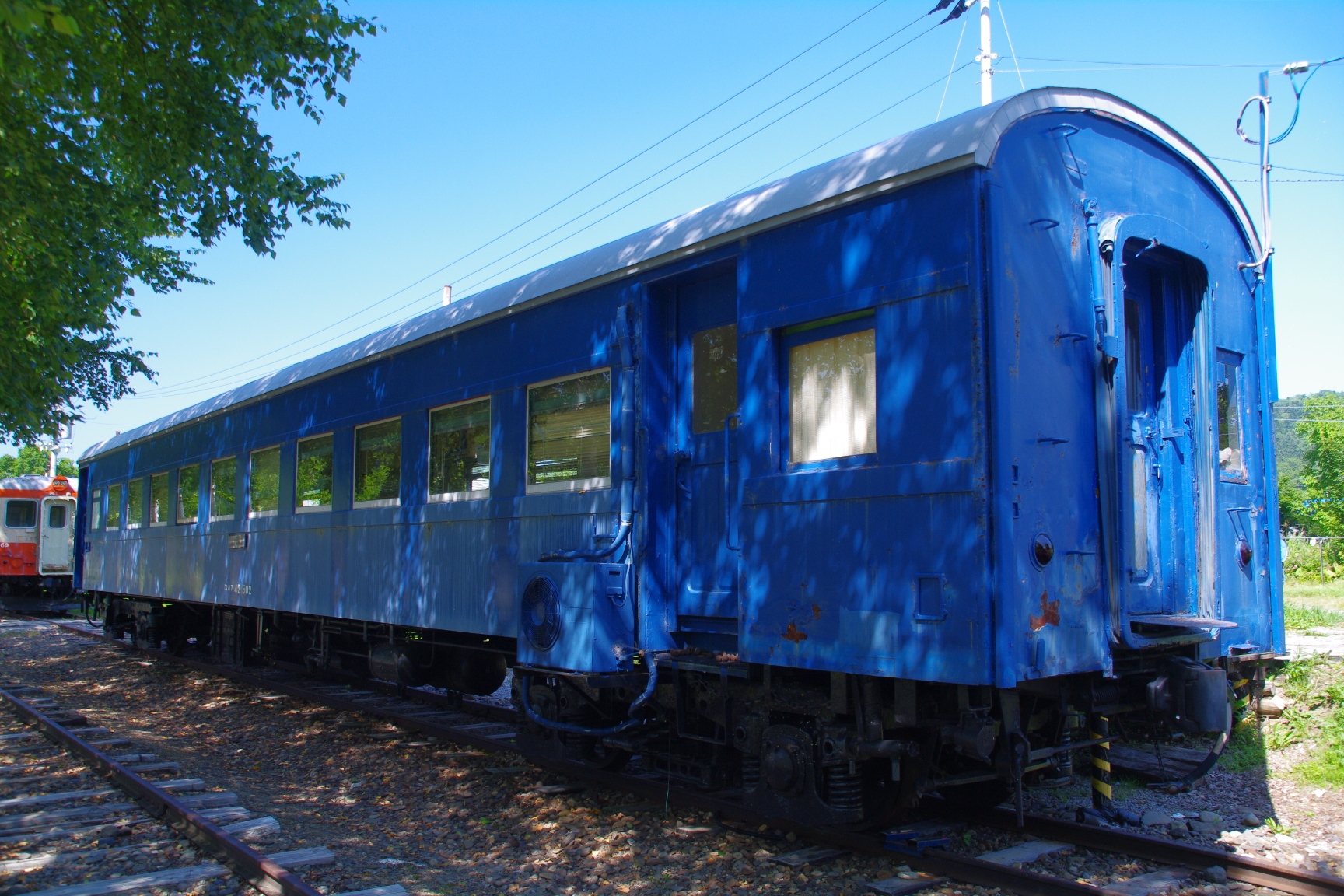
スハフ42 502
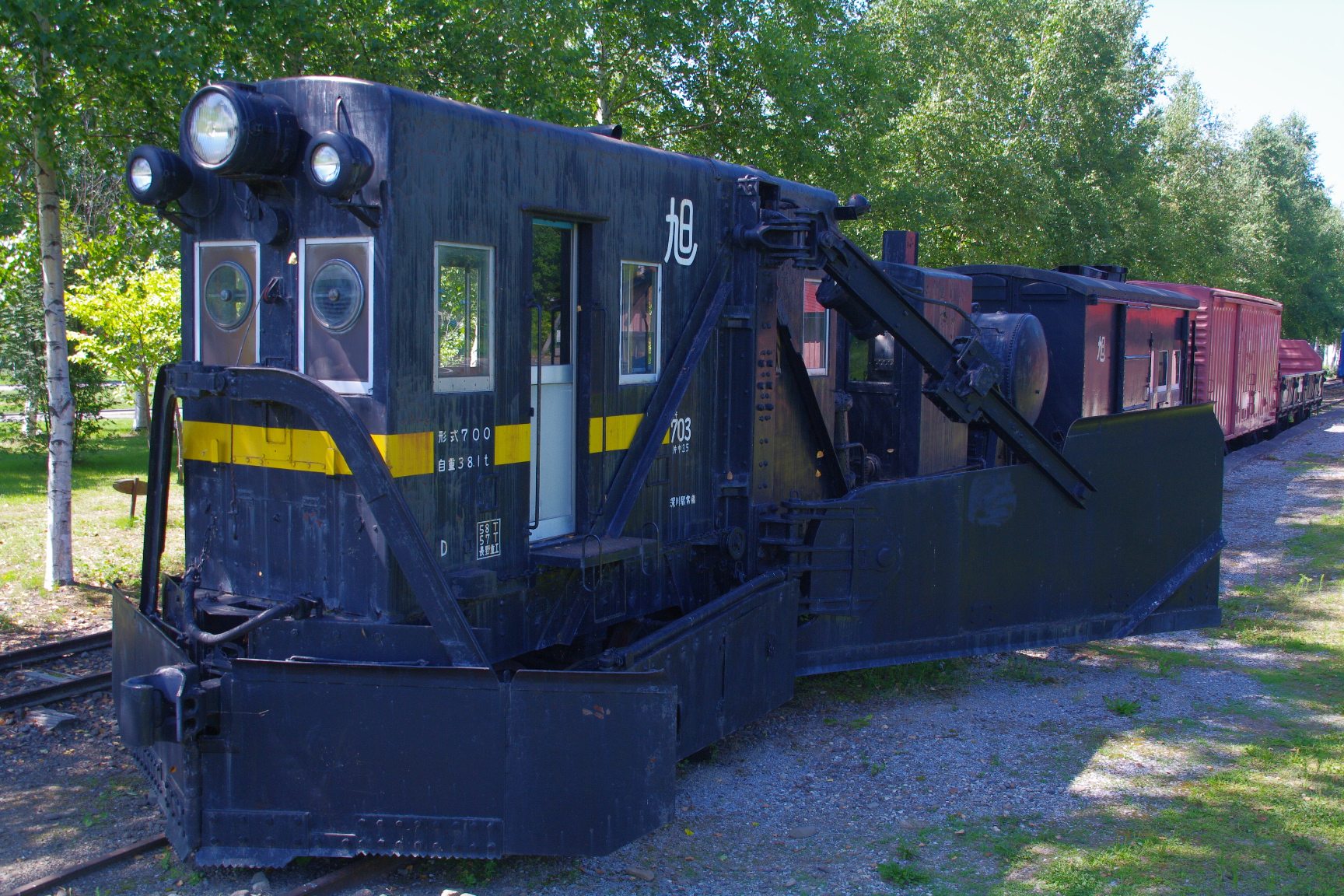
キ703
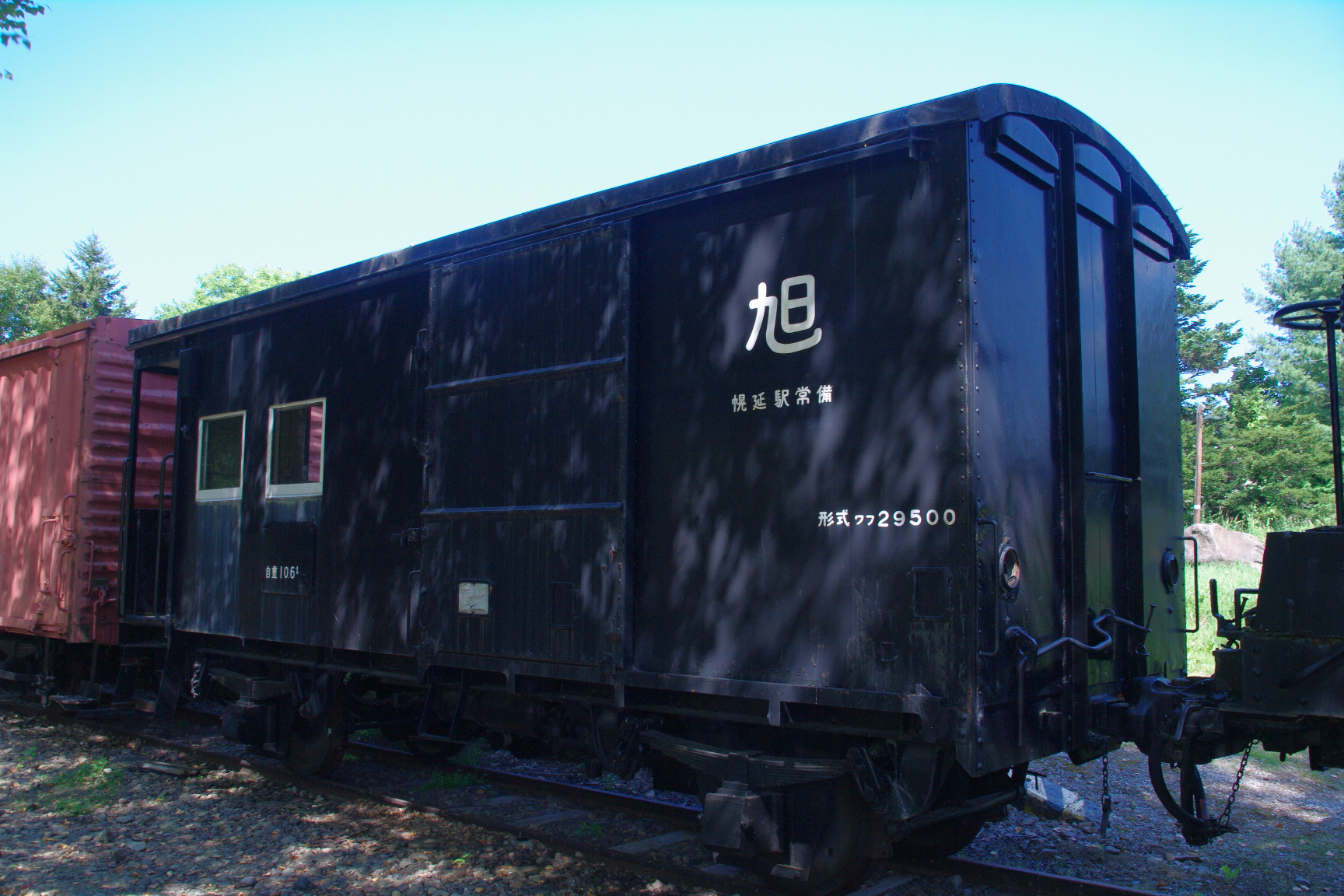
ワフ29574
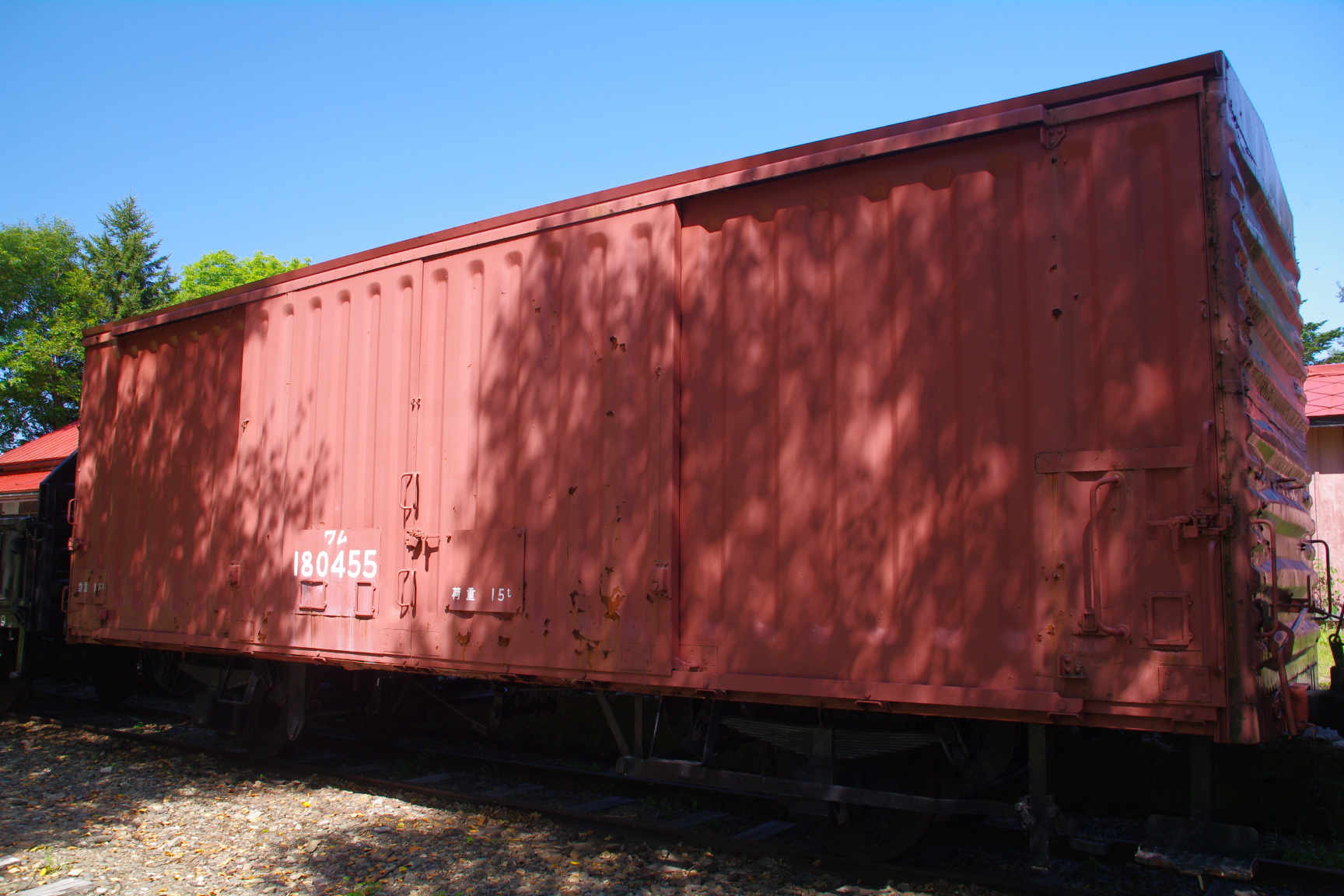
ワム180455
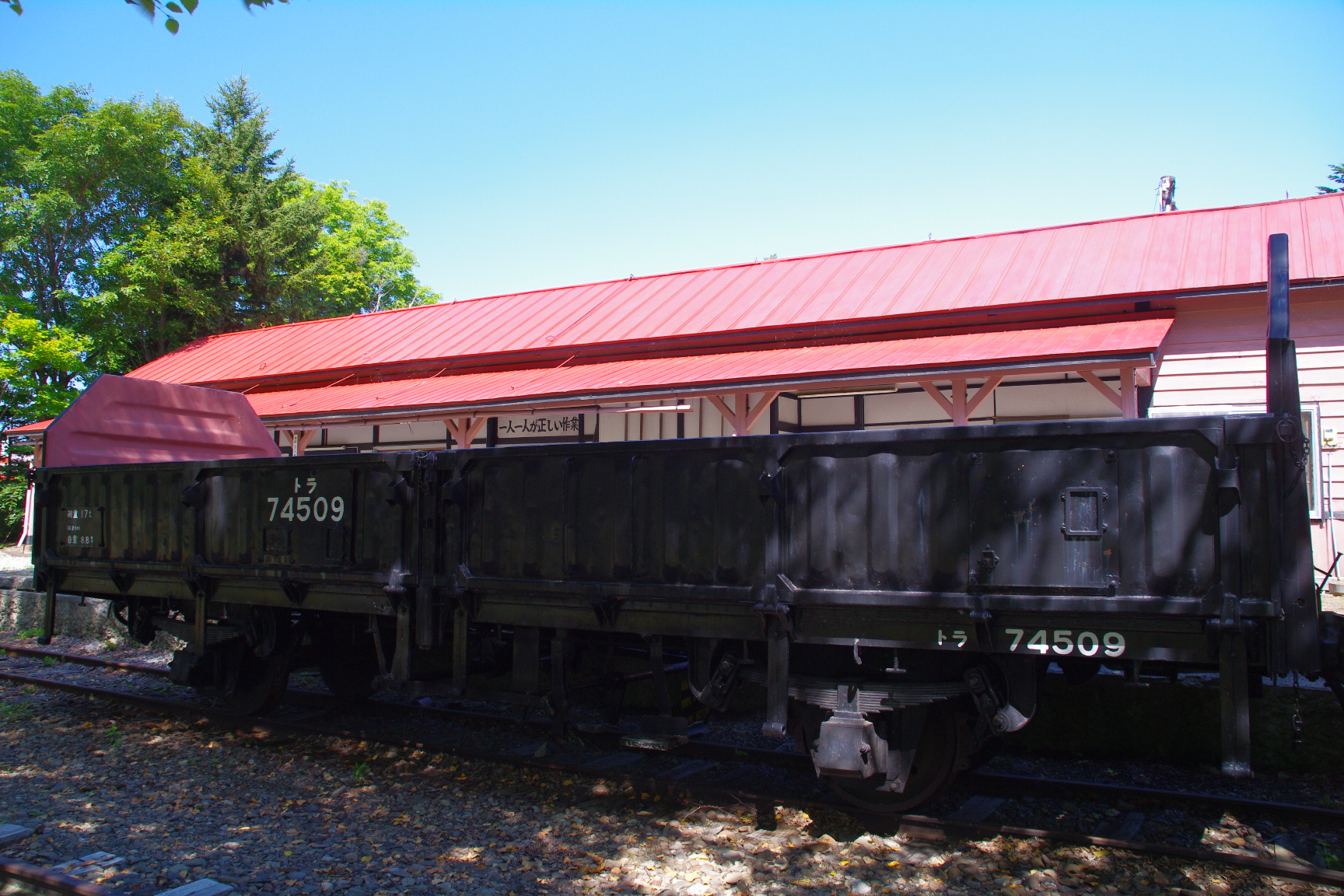
トラ74509

## 隣の駅
日本国有鉄道
相生線
布川駅 - 北見相生駅